# Kultura Somogyvár-Vinkovci
Kultura Somogyvár-Vinkovci – kultura archeologiczna wczesnej epoki brązu na środkowonaddunajskich obszarach przykarpackich. Została wyróżniona w 1961 roku przez I. Bóna jako grupa Somogyvár-Gönyű. W 1966 roku S. Dimitrijević na podstawie badań w miejscowości Vinkovci wyodrębnił kulturę Vinkovci.

## Geneza
Według jednej z teorii powstanie tej kultury miałoby się wiązać z przybyciem w dorzecze środkowego Dunaju ludności z południa, a ściślej ze wschodniej Macedonii. Ludność ta miałaby zacząć wędrować, wyparta ze swoich siedzib, przez kaukaskich najeźdźców. Miałaby się ona zmieszać z ludnością vučedolską, zachowując jednak, swe główne, południowe atrybuty. Według innej teorii grupa ta miała powstać na bazie przeobrażającej się kultury Vučedol-Zók, pod wpływem wzorców południowych (egejskich), zachodnich (kultura pucharów dzwonowatych) i wschodnich (kultura grobów jamowych).

## Chronologia i obszar występowania
Kultura ta występowała równolegle z grupą Makó-Kosihy-Čaka. Okres jej rozwoju jest długi, przypada bowiem na całą wczesną epokę brązu według podziału Oskara Monteliusa, czyli na lata 2300/2200–1700/1600 p.n.e. (lata kalibrowane). Kultura ta występuje niemal w całej Transdanubii, z wyjątkiem niewielkiego obszaru w kolanie Dunaju, na południu zaś przekracza rzekę Sawę obejmując znaczną część Serbii w dorzeczu Driny i Południowej Morawy, wschodnią Bośnię i Czarnogórę, sięgając aż do wybrzeży Adriatyku.

## Gospodarka
Na osadach odkryto wiele przepalonych ziaren zbóż oraz liczne kości bydła, ponadto świń, owiec i kóz. Znaleziono także kości konia i psa. Najprawdopodobniej ludność tej kultury zajmowała się intensywnymi uprawami zbóż, przy rozwiniętej roli hodowli. Przyjmuje się jednak, że ten typ gospodarowania nie funkcjonował na całym terytorium zajętym przez tę kulturę. Na niektórych obszarach typową formą gospodarki było wędrowne pasterstwo, pociągające za sobą zakładanie niewielkich, krótkotrwałych osiedli.

## Osadnictwo i budownictwo
Osady były na ogół lokowane na wyniosłych, z natury obronnych miejscach, bądź na cyplach wyższych teras rzecznych. Znane są także ślady zamieszkiwania jaskiń. Niekiedy osady zakładano na starszych tellach (np. Vučedol). W większości przypadków osady wydają się niewielkie i raczej krótkotrwałe. Ich pozostałością są jamy zasobowe, o średnicy ok. 200 centymetrów, zawierające sporą liczbę całych naczyń. Niektóre większe, a zarazem płytsze jamy, najprawdopodobniej były półziemiankami mieszkalnymi. Posiadają one niekiedy wejście ze stopniami i umieszczony pośrodku słup, do podtrzymywania konstrukcji dachowej. Trudno natomiast powiedzieć cokolwiek o rozplanowaniu przestrzennym w tych osadach.

## Obrządek pogrzebowy
Nie odkryto żadnych cmentarzysk czy większych skupisk grobów kultury Samogyvár-Vinkovci. Znamy jedynie niewielką ilość pojedynczych pochówków, co nie oznacza jednak, że stan badań się nie zmieni. Występują zarówno groby szkieletowe, jak i ciałopalne, przy czym te pierwsze uznano za starsze. W grobach szkieletowych zmarli leżą w pozycji skurczonej na boku, twarzami na wschód, zaś ich wyposażenie w postaci jednego lub dwóch naczyń znajduje się przy nogach. Groby ciałopalne to pochówki urnowe. Urny przykryte są z reguły misami, a obok nich znajdują się przeważnie dwa inne naczynia, zazwyczaj misy lub dzbany. Te ostatnie włożone są też czasem do wnętrza dużej urny. Z kulturą Samogyvár-Vinkovci wiązane są także pochówki kurhanowe typu Belotić-Bela Crkva, występujące w północno-zachodniej Serbii. Kurhany te lokowano pojedynczo lub w niewielkich grupach na wyniesieniach (często ich wierzchołkach). Przeważnie mają one średnicę 15 metrów i wysokość 1,5 metra. Posiadają dość zróżnicowaną budowę. Występują w nich takie elementy jak: kamienny krąg otaczający podstawę kopca, jądro z czerwonej ziemi obłożone płaszczem kamiennym, ślady rytualnego wypalania pierwotnego poziomu przed usypaniem kopca, bruki kamienne, itd. Kurhany zawierają zwykle kilka grobów. Występują w nich pochówki zarówno ciałopalne, jak i szkieletowe.

## Inwentarz
W ceramice występuje bardzo szeroki asortyment rodzajów naczyń. Frekwencja typów i rodzajów nie jest jednakowa na wszystkich stanowiskach. Ponad 90% ceramiki pochodzi z osad. Mało jest kubków, a te które są, mają wyodrębnioną, lekko wychylającą się lub cylindryczną szyjkę. Wśród nich dość dużo jest także okazów dwuuchych posiadających proporcje małych dzbanków. Wszystkie są niezdobione. Ogromna rozpiętość form występuje wśród dzbanów tej kultury, mamy więc: okazy z wąską, dość wysoką, cylindryczną, rozszerzającą się ku górze szyjką i jajowatym brzuścem; okazy o wyraźnie dwustożkowym brzuścu z szyjką zwężającą się ku wylewowi; charakterystyczne dzbany z bardzo wysoką szyjką, cylindryczną lub rozchylającą się lejowato ku górze i niskim, lekko dwustożkowym brzuścu; dzbany z niewyodrębnioną szyjką, z nisko umieszczonym tuż nad dnem ostrym załomem brzuśca, posiadające wybitnie duże ucha, część z nich zdobiona jest pasmami rytych linii zygzakowatych, bądź też pasmami żłobków; okazy różniące się od poprzednich tym, że ich szyjka jest wyraźnie wyodrębniona, od kończącego się ostrym załomem brzuśca. Urozmaicony jest także asortyment mis, obejmujący cały przekrój tych naczyń z innych kultur wczesnobrązowych. Formą typową dla kultury Samogyvár-Vinkovci, występującą na większości stanowisk, są niewielkie, wąskie, cylindryczne naczyńka z dwoma małymi uszkami u wylewu. Mają one przeważnie mniejszą średnicę wylewu niż dna. W całym zasięgu tej kultury występują też amfory, osiągające niekiedy bardzo duże rozmiary (wysokość do 70 centymetrów). Z innych wyrobów glinianych omawianej grupy wymienia się w opracowaniach dwustożkowe, dość wysokie przęśliki i kółka z wyraźnie zaznaczoną piastą.
Z kulturą Samogyvár-Vinkovci można łączyć szereg luźno znalezionych przedmiotów miedzianych pochodzących z jej terytorium, takich jak szydło oraz pewne typy płaskich siekierek lub dłut oraz toporków z opuszczonym obuchem. Nie wyjaśniony jest problem przynależności do kultury Samogyvár-Vinkovci skarbu złotych przedmiotów o łącznej wadze 0,76 kg. z miejscowości Orolik koło Vinkovci. Składa się on z dużej trybowanej tarczki, dwóch zausznic w kształcie „wierzbowego liścia”, dwóch zausznic lub bransolet z drutu, zamkniętych kółek z cienkiej blachy, dwudziestu wypukłych guzków z blachy o karbowanej krawędzi oraz kawałka złotego drutu.
Ponadto wiele jest wyrobów kościanych i rogowych, w tym na przykład motyki z nasad poroża jelenia, różnego rodzaju kliny i dłuta, przekłuwacze, gładziki, szydła i igły ze szczap kostnych oraz żeber zwierzęcych.

## Zanik i wpływ na powstanie innych kultur
Koniec tej kultury rysuje się niewyraźnie. Według N. Tasicia jej schyłek miałby przypadać na wczesną fazę rozwoju kultury z ceramiką inkrustowaną i kultury Vatin. Opiera się on tutaj na występowaniu ceramiki typowej dla ludności kultury Samogyvár-Vinkovci, w inwentarzach wymienionych grup.